# ZONER
ZONER a. s., je brněnská firma založená v roce 1993, vyrábějící a distribuující software a poskytující služby e-komerce. Ve společnosti pracuje více než 70 zaměstnanců, v účetním roce 2007–2008 firma vykázala čistý zisk 3,4 milionu Kč. Od října 2009 lze s dluhopisy firmy obchodovat na pražské burze.
Společnost tvoří čtyři divize:
- divize software, jejímž produktem je fotografický editor Zoner Studio,
- divize internetových služeb: inPage, inShop, CZECHIA a RegZone, Zoner Cloud
- bezpečnostní divize: SSLmarket a Zoner Antivirus,
- vydavatelství Zoner Press.

## Historie
V dubnu 1996 se ZONER přejmenoval na ZONER software (stále s.r.o.). V dubnu 2009 se 
ZONER software přeměnil na akciovou společnost. V červnu 2022 se název změnil na ZONER a.s.